# María Angélica Cristi
María Angélica Cristi Marfil (Santiago, 13 de octubre de 1941) es una política de derecha chilena. Fue la primera alcaldesa de Peñalolén entre 1984 y 1989, siendo designada en dicho cargo por la dictadura militar. En 1989 fue elegida como Diputada de la República de Chile, asumiendo el cargo en 1990, siendo reelecta en 1993, 1997, 2001, 2005 y 2009 por el Distrito N°24 correspondiente a las comunas de La Reina y Peñalolén en la Región Metropolitana, y en las seis ocasiones con la primera mayoría. Su militancia política comenzó en Renovación Nacional (RN) y desde 2003 es militante del partido Unión Demócrata Independiente (UDI).

## Biografía

### Familia y estudios
Hija del General de Carabineros Óscar Cristi Gallo, quien fuera el primer deportista chileno en ganar dos medallas olímpicas, en los Juegos Olímpicos de Helsinki 1952, y de María Marfil.
Realizó sus estudios primarios y secundarios en el Saint John's Villa Academy, egresando en 1958. Ingresó a la Escuela de Sociología de la Pontificia Universidad Católica de Chile, donde se licenció en 1963 como socióloga, con mención en Ciencias Sociales. Durante su paso por esta casa de estudios, en 1959 fue elegida reina de la Universidad.
Estuvo casada con el empresario y publicista Julian Morrison Howard-Rice, quien falleció en 1997. Tuvieron tres hijos, Alan, Paul y Robert.
Por razones laborales de su marido, el publicista Julián Morrison, entre 1970 y 1980 residió en Japón y Estados Unidos, junto a su familia. En Japón ingresó a estudiar a la Academia de Idiomas Naganuma (entre 1970 y 1972), y al mismo tiempo a la Universidad de Sofía en Tokio, donde estudió Historia y Arte de Japón, en 1970. Después de 3 años en Japón se fueron a Estados Unidos donde permanecieron hasta 1980, estando allá realizó numerosos cursos de sociología y comunicación.

### Carrera laboral
Al regresar a Chile desde Estados Unidos se incorporó al Departamento de Programación Social de la Secretaría Regional de Planificación y Coordinación (SERPLAC), en la Intendencia de la Región Metropolitana. En 1983 fue nombrada Jefa de Operaciones de la Junta Nacional de Auxilio Escolar y Becas (JUNAEB).

## Carrera política

### Alcaldesa de Peñalolén (1984-1989)

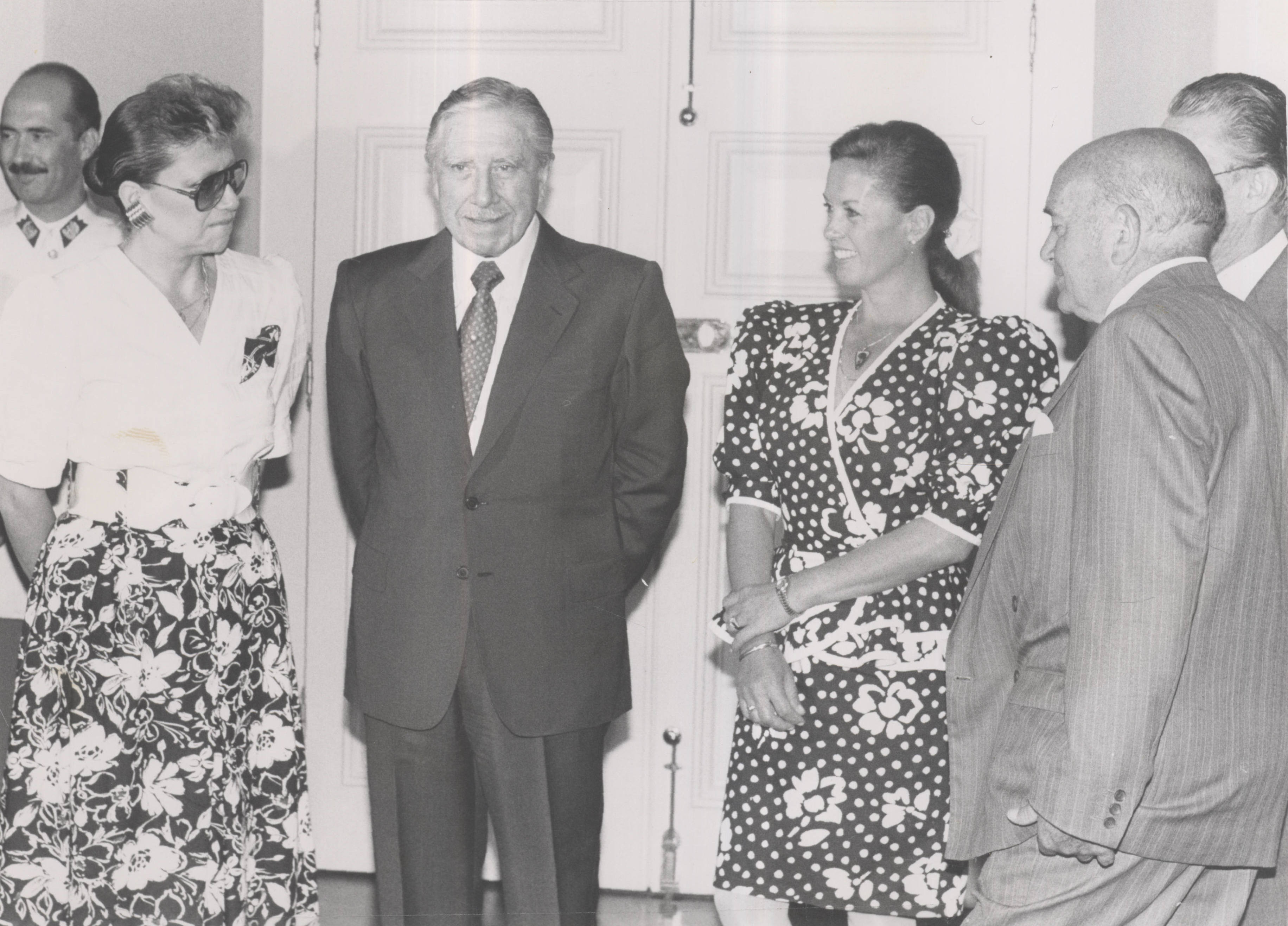
María Angélica Cristi (derecha) junto a Augusto Pinochet, Patricia Maldonado (izquierda) y Sergio Diez (derecha).

Al fundarse la comuna de Peñalolén en 1984 Cristi fue designada alcaldesa por la dictadura militar de Augusto Pinochet.

### Diputada por La Reina y Peñalolén (1990-2014)

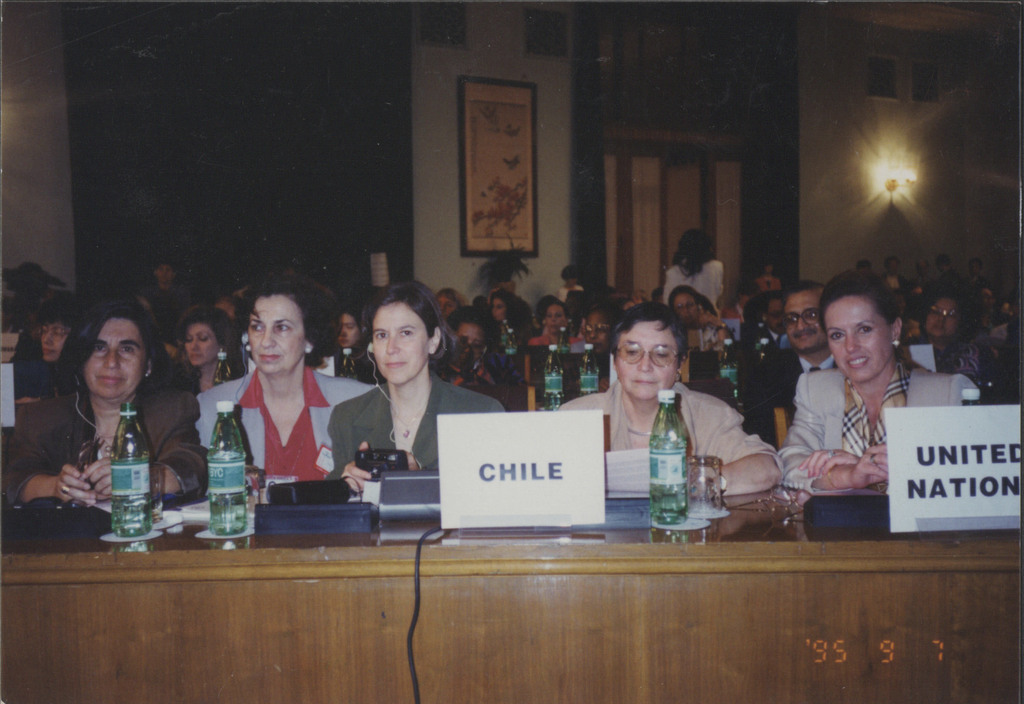
Cristi (primera de derecha a izquierda) junto a otras dirigentes políticas chilenas en Pekín, República Popular China.

En 1989 renunció a su cargo como alcalde para ser candidata a Diputada de la República como independiente apoyada por Renovación Nacional, por el Distrito Nº24 correspondiente a las comunas de La Reina y Peñalolén, en la Región Metropolitana, siendo electa con la primera mayoría (34,43% de los votos) para el período parlamentario 1990-1994. Integró la Comisión Permanente de Salud, y la de Vivienda y Desarrollo Urbano. Fue
miembro de la Comisión Interparlamentaria Chileno-Británica. Se destacó siendo una de las gestoras de la Comisión de Pobreza de la Cámara de Diputados.
En las elecciones de 1993 fue reelegida como candidata de Renovación Nacional, nuevamente con la primera mayoría, para el período 1994-1998. Integró la Comisión Permanente de Gobierno Interior, Regionalización, Planificación y Desarrollo Social; la de Educación, Cultura, Deportes y Recreación; y la de Ciencias y tecnología. Volvió a ser miembro del Grupo Interparlamentario Chileno-Británico. 
En las elecciones de 1997 fue reelegida por segunda vez por el mismo distrito. Integró la Comisión Permanente de Salud y la de Defensa Nacional. Fue Miembro de la Comisión Especial de Drogas y de la de Cumbre Social y miembro de la Comisión Investigadora Encargada de Analizar las Implicancias Constitucionales, Legales y Reglamentarias debido a la renuncia a su cargo del excomandante en Jefe de la Armada, Jorge Patricio Arancibia Reyes.
Para las elecciones de 2001 volvería a ser reelegida por el mismo distrito, y por última vez como militante de RN. Intregraría las Comisión Permanente de Salud, la de Familia y la de Trabajo, y sería miembro de la Comisión Especial para el Desarrollo del Turismo.
El martes 22 de enero de 2002 Cristi renunció a Renovación Nacional, tras haber sido militante por 12 años. En su renuncia, presentada al entonces presidente de RN Sebastián Piñera dijo: "observo con dolor que RN se ha ido alejando y desdibujando de ese partido que, lleno de entusiasmo y patriotismo y conducido por destacados líderes nacionales, buscaba guiar los destinos del país".
Se mantuvo como independiente hasta que en octubre de 2003 ingresó al partido Unión Demócrata Independiente y se presentó como candidata de ese partido para las elecciones parlamentarias de diciembre de 2005 por el mismo distrito obteniendo por quinta vez la primera mayoría para el período 2006-2010. En este periodo integra la Comisión de Familia y desde abril de 2008 es presidenta de la Comisión de Defensa, elegida por la unanimidad de sus miembros y siendo la primera mujer en ocupar tal cargo.
En diciembre de 2009, fue reelegida por un sexto periodo por la Unión Demócrata Independiente (UDI) por el mismo Distrito (período legislativo 2010 a 2014). Integrante de las comisiones permanentes de Familia, la que también preside; de Defensa Nacional; y de Superación de Pobreza, Planificación y Desarrollo Social. Es presidenta del grupo interparlamentario chileno- británico y forma parte del Comité Parlamentario de la Unión Demócrata Independiente.
Para las elecciones parlamentarias de noviembre de 2013 decidió no presentarse a la reelección por un nuevo periodo.

## Pensamiento político
Se ha reconocido pinochetista en diversas ocasiones. Luego de la detención en Londres de Augusto Pinochet el 10 de octubre de 1998, se opuso tajantemente a su extradición. Más tarde, en 2011, defendió a los militares condenados por violaciones a los derechos humanos durante la dictadura militar, y que entonces se encontraban en mal estado de salud; según sus palabras, dichos procesados debían ser liberados por haber sido «defensores de la Patria».

### Condecoraciones extranjeras
- Gran Oficial de la Orden al Mérito de la República Italiana ( Italia, 09 OCT.2007).

## Historial electoral

### Elecciones parlamentarias de 1989
- Elecciones Parlamentarias de 1989, para el Distrito 24, Diputado por el Distrito Nº24 (La Reina y Peñalolén), RM.[10]

### Elecciones parlamentarias de 1993
- Elecciones parlamentarias de Chile de 1993, para el Distrito 24, La Reina y Peñalolén, Región Metropolitana de Santiago[11]

### Elecciones parlamentarias de 1997
- Elecciones parlamentarias de Chile de 1997, para el Distrito 24, La Reina y Peñalolén, Región Metropolitana de Santiago[12]

### Elecciones parlamentarias de 2001
- Elecciones Parlamentarias de 2001, para el Distrito 24, La Reina y Peñalolén [13]

### Elecciones parlamentarias de 2005
- Elecciones Parlamentarias de 2005, para el Distrito 24, La Reina y Peñalolén [14]

### Elecciones parlamentarias de 2009
- Elecciones Parlamentarias de 2009, para el Distrito 24, La Reina y Peñalolén [15]